# 1832
Năm 1832 (MDCCCXXXII) là một năm nhuận bắt đầu vào ngày Chủ Nhật của lịch Gregory (hay một năm nhuận bắt đầu vào thứ Sáu, chậm hơn 12 ngày của lịch Julius). Năm 1832 là năm 2376 trong Phật Lịch, năm Tân Mão và Nhâm Thìn trong Âm Lịch.

## Sinh
- 3 tháng 1 – Nguyễn Phúc Miên Miêu, tước phong Trấn Định Quận công, hoàng tử con vua Minh Mạng (m. 1865).
- 13 tháng 1 – Horatio Alger
- 20 tháng 1 – Nguyễn Phúc Miên Lâm, tước phong Hoài Đức Quận vương, hoàng tử con vua Minh Mạng (m. 1897).
- 23 tháng 1 – Édouard Manet
- 2 tháng 2 – Nguyễn Phúc Thục Tuệ, phong hiệu Vĩnh Chân Công chúa, công chúa con vua Minh Mạng (m. 1854).
- 3 tháng 3 – Nguyễn Phúc Nhàn Tĩnh, phong hiệu Thuận Hòa Công chúa, công chúa con vua Minh Mạng (m. 1863).
- 19 tháng 4 – José Echegaray
- 10 tháng 6 – Nikolaus Otto
- 2 tháng 8 – Nguyễn Phúc Nhàn An, phong hiệu Phương Hương Công chúa, công chúa con vua Minh Mạng (m. 1854).
- 18 tháng 8 – Nguyễn Phúc Miên Tiệp, tước phong Duy Xuyên Quận công, hoàng tử con vua Minh Mạng (m. 1871).
- 28 tháng 9 – Nguyễn Phúc Miên Vãn, tước phong Cẩm Giang Quận công, hoàng tử con vua Minh Mạng (m. 1895).
- 29 tháng 10 – Narcisa de Jesús
- 8 tháng 12 – Bjørnstjerne Bjørnson
- 15 tháng 12 – Gustave Eiffel
- Không rõ – Nguyễn Phúc Nhã Viện, phong hiệu Hoài Chính Công chúa, công chúa con vua Thiệu Trị (m. 1875).
- Không rõ – Ngô Quang Bích

## Mất
- 14 tháng 8 – Walter Scott
- 28 tháng 8 – Lê Văn Duyệt
- 28 tháng 8 – Johann Wolfgang von Goethe
- 25 tháng 10 – Évariste Galois
- Không rõ – Lê Văn Khôi (s. ?)